# الأسنان السعيدة
الأسنان السعيدة (بالإنجليزية: Happy Tooth)‏) هي علامة تُجارية مسجلة لصالح جمعية (توّث فريندلي إنترناشونان، بلإنجليزية: Toothfriendly Internationa)
إنها تعتمد على جودة المنتجات الصديقة للأسنان، تقوم علامة الأسنان السعيدة على تمييز المُنتجات غير الضارة بالأسنان. لكي تحمل المُنتجات الشعار يجب أن يتم اختبارها علمياً لتُثبت عدم قُدرتها على تسوس أو تآكل الأسنان، يعتمد الاختبار على قياس درجة الحمضية للترسبات السنية واللعاب، ويتم تأديته بواسطة ثلاث معاهد جامعية مُستقل. يتم آداء اختبار المنتج عن طريق امتثاله لقياس درجة الحموضة داخل الفم، وتتم بطريقة نمطية، حيث يتم قياس درجة حمضية الترسبات السِنية على الأقل من خلال أربعة متطوعين مدة ثلاثين دقيقة، بعد استهلاك المُنتج داخلياً بالفم، يتم وضع قطب كهربائي لتغطية الترسبات بشكل غير محدد، المُنتجات التي لا تُعطي درجة حمضية أقل من 5.7 في ترسباتها تحت ظروف هذا الاختبار تفتقر إلى القدرة على تسوس الأسنان، يتم قياس القُدرة التآكلية للترسبات عن طريق قُطب حر، يجب آن لا تزيد فترة التعرض الأسيدي للأسنان عن 40 ميليمول/دقيقة. شاخكلت سي إيتش.إف وآخرون (1986). نماذج حموضة الترسبات البشرية – إجماع مجموعة العمل روبيرت. جي. دنت. البحث., 65 (spec. Iss): 1530-1531.
جمعية (توّث فريندلي إنترناشونان) تمنح حق استخدام العلامة التجارية.